# 埃屈埃勒
埃屈埃勒（法語：Écuelles，法語發音：[ekɥɛl]）是法国塞纳-马恩省的一个旧市镇，属于枫丹白露区。2015年，埃屈埃勒与市镇卢万河畔莫雷合并为新市镇奥尔瓦讷。2016年，奥尔瓦讷与临近的2个市镇合并为新市镇莫雷-卢万和奥尔瓦讷。

## 地理
埃屈埃勒（48°21'9"N, 2°49'18"E）面积12 平方千米，位于法国法蘭西島大區塞纳-马恩省，该省份为法国北部内陆省份，北起瓦兹省，西接埃松省、马恩河谷省、塞纳-圣但尼省和瓦兹河谷省，南至卢瓦雷省，东南接约讷省，东临马恩省和奥布省，东北接埃纳省。
与埃屈埃勒接壤的市镇（或旧市镇、城区）包括：圣马梅、拉格朗德帕鲁瓦斯、塞纳河畔韦尔努拉塞勒、蒙塔尔洛、维勒塞尔、埃皮西、卢万河畔莫雷。

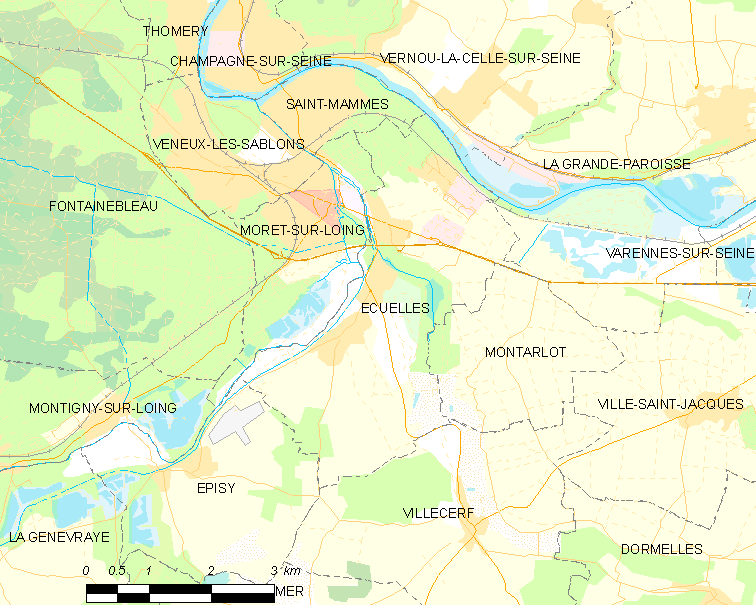
埃屈埃勒的OSM定位图

埃屈埃勒的时区为UTC+01:00、UTC+02:00（夏令时）。

## 行政
埃屈埃勒的邮政编码为77250，INSEE市镇编码为77166。

## 政治
埃屈埃勒所属的省级选区为蒙特罗福约讷县。

## 人口

1962-2008年间埃屈埃勒人口变化图示

埃屈埃勒于2018年1月1日时的人口数量为2349人。